# Hanna Gienow
Hanna Gienow (* 29. Mai 1943 in Lübz) ist eine Hamburger CDU-Politikerin.

## Leben
Hanna Gienow besuchte die Schule von 1949 bis 1961 in ihrem Geburtsort Lübz im Landkreis Ludwigslust-Parchim.  Nach der Schule machte sie von 1961 bis 1964 in Schwerin ein Studium zur Grundschullehrerin. Sie arbeitete in dem Beruf bis 1975 in ihrem Heimatort. Sie begann 1975 in Potsdam ein Aufbaustudium zur Oberstufenlehrerin und beendete es 1978. Danach arbeitet sie wieder als Lehrerin bis 1981 in Potsdam.  
Im Jahr 1983 folgte die Ausreise aus der DDR in die Bundesrepublik Deutschland. Seit 1984 ist sie Lehrerin und stellvertretende Schulleiterin am Jenisch Gymnasium (Privatschule) im Stadtteil Nienstedten. 
Sie ist verheiratet und hat zwei Kinder.

## Politik
Gienow ist seit 1983 Mitglied in der CDU. Sie ist seit 1997 in der Bezirksversammlung Altona. Seit 1995 ist sie zudem  Ortsvorsitzende ihrer Partei in Ottensen. 
Sie war von Oktober 2001 bis März 2011 Mitglied der Hamburgischen Bürgerschaft. Dort war sie  im Eingabenausschuss und Gesundheitsausschuss tätig. Sie war Fachsprecherin der CDU-Fraktion für Verbraucherschutz.